# Tetrarch (vazalvorst)
Tetrarch of viervorst (Oudgrieks: τετράρχης tetrarchès) is een van de koningstitels die in de tijd van de late Romeinse Republiek en de vroege keizertijd werd gebruikt voor vazalkoningen van de Romeinen. Van de drie koningstitels die de Romeinen voor vazalvorsten gebruikten, was die van tetrarch de laagste. Vorsten met de titel ethnarch (ἐθνάρχης ethnarchès) of koning (βασιλεύς basileus) genoten meer aanzien in het keizerrijk. We vinden de titel in de historische bronnen alleen met betrekking tot koningen in het oostelijk deel van het Romeinse Rijk. De titel is voornamelijk in historische bronnen in de Griekse taal overgeleverd.
De titel tetrarch geeft aan dat de vazalkoning in kwestie heerst over een kwart van een bepaald gebied (het Griekse τετρα- tetra- betekent 'vier'). Over de Keltische stammen in Galatia werden dan ook telkens vier tetrarchen aangesteld, die elk over een deel van het gebied van de stam in kwestie regeerden. Binnen de Herodiaanse dynastie stelt keizer Augustus slechts twee tetrarchen aan, naast een ethnarch, maar de uitleg die Augustus daarbij gaf is dat de ethnarch over de helft van het Joodse land regeerde, terwijl de beide tetrarchen ieder een kwart toebedeeld kregen. De tetrarchen in kwestie waren Herodes Antipas en Filippus.
De titel kon ook gebruikt worden voor heersers die op hun beurt weer verantwoording verschuldigd waren aan een hoger geplaatste vazalkoning. Zo benoemde Octavianus de broers Herodes en Phasaël in 42 v.Chr. tot tetrarch onder de ethnarch Hyrkanus II. In later tijd benoemde hij Pheroras tot tetrarch onder Herodes de Grote, die inmiddels de titel 'koning' droeg.